# Condado de Sedgwick (Kansas)
El condado de Sedgwick (en inglés: Sedgwick County), fundado en 1867, es uno de 105 condados del estado estadounidense de Kansas. En el año 2005, el condado tenía una población de 176,255 habitantes y una densidad poblacional de 187 personas por km². La sede del condado es Wichita. El condado recibe su nombre en honor al general John Sedgwick. El condado forma parte del área metropolitana de Wichita.

## Geografía
Según la Oficina del Censo, el condado tiene un área total de 2614 km² (1009,3 mi²), de la cual 2598 km² (1003,1 mi²) es tierra y 26 km² (10,0 mi²) (0.99%) es agua.

### Condados adyacentes
- Condado de Harvey (norte)
- Condado de Butler (este)
- Condado de Cowley (sureste)
- Condado de Sumner (sur)
- Condado de Kingman (oeste)
- Condado de Reno (noroeste)

## Demografía

Pirámide de edades

Según la Oficina del Censo en 2000, los ingresos medios por hogar en el condado eran de $36,752, y los ingresos medios por familia eran $41,134. Los hombres tenían unos ingresos medios de $$29,765 frente a los $21,889 para las mujeres. La renta per cápita para el condado era de $15,059. Alrededor del 16.90% de la población estaban por debajo del umbral de pobreza.

## Transporte

### Autopistas principales
- Interestatal 135
- US-54
- K-15
- K-53
- K-163
- K-190
- K-251
- K-254

## Localidades
Población estimada en 2004;
- Wichita, 353,823 (sede)
- Derby, 20,326
- Haysville, 9,627
- Park City, 7,000
- Bel Aire, 6,530
- Mulvane, 5,575
- Valley Center, 5,369
- Goddard, 3,196
- Clearwater, 2,192
- Maize, 2,118
- Cheney, 1,844
- Sedgwick, 1,649
- Colwich, 1,300
- Kechi, 1,210
- Mount Hope, 837
- Garden Plain, 813
- Eastborough, 797
- Andale, 791
- Bentley, 415
- Viola, 213

### Áreas no incorporadas
- Anness
- Bayneville
- Berwet
- Clonmel
- Furley
- Greenwich
- Greenwich Heights
- Murray Gill
- Oaklawn-Sunview (lugar designado por el censo)
- Peck
- Prospect
- St. Marks
- St. Mary Aleppo
- St. Paul
- Schulte
- Sunnydale
- Trails View (anteriormente como Spasticville)[3]
- Waco
- Wego

### Municipios
El condado de Sedgwick está dividido entre 27 municipios. El condado tiene a Bel Aire y Wichita como ciudades independientes a nivel de gobierno, y todos los datos de población para el censo e las ciudades son incluidas en el municipio.

## Educación

### Distritos escolares
- Wichita USD 259 (Sitio web)
- Derby USD 260 (Sitio web Archivado el 27 de junio de 2018 en Wayback Machine.)
- Haysville USD 261 (Sitio web)
- Valley Center USD 262 (Sitio web)
- Mulvane USD 263 (Sitio web)
- Clearwater USD 264 (Sitio web)
- Goddard USD 265 (Sitio web)
- Maize USD 266 (Sitio web)
- Renwick USD 267 (Sitio web)
- Cheney USD 268 (Sitio web)